# 조석 작전
조석 작전(영어: Operation Tiderace)은 영국군이 싱가포르를 탈환하기 위해 붙인 영국의 작전명으로, 1945년 일본의 항복 이후 실시되었다. 해방군은 동남아시아 사령부의 최고 사령관인 루이 마운트배튼에 의해 실시되었다. 조석 작전은 말라야를 해방하기 위한 지퍼 작전과 연계되었고, 작전 결과 싱가포르는 해방되었다.

## 배경
1945년 8월 소련의 만주 전략공세작전과 미국이 계획하고 있던 몰락 작전에 힘입어, 동남아시아 사령부도 지퍼 작전이라는 암호명 하에 말라야를 침공할 계획을 세우고 있었다. 10만 명 이상의 연합군 보병을 보유하고 있었던 동남아시아 사령부는 크랑 항과 딕슨 항 탈환을 지퍼 작전의 목표로 삼았다. 500대의 왕립 공군 항공기가 공습을 개시할 예정이었고, 공격은 1945년 9월 9일로 예정되어 있었으나 일본의 항복으로 무산되었다. 일단 교두보가 확립되면 연합군은 마일피스트 작전을 개시할 예정이었고, 연합군 육상 병력은 남쪽으로 진격해 말라야와 싱가포르를 탈환하려고 했다. 마일피스트 작전은 1945년 12월에 시작되어 1946년 3월에 끝날 것으로 보았다.
조석 작전은 히로시마·나가사키 원자폭탄 투하 이후 바로 계획되었다. 싱가포르를 최대한 빠른 시간에 점령해 7월 26일 발효된 포츠담 선언의 항목을 일본이 받아들이게 하는 것이 계획의 목표였다.
지퍼 작전은 계획보다 앞당겨졌고, 원래보다 더 적은 규모로 실행되었다. 이는 조석 작전의 원래 병력의 일부만을 참전시켰기 때문이다. 수송선은 90척으로 줄었고, HMS 넬슨과 프랑스 전함 리셸리우가 참여했다. 중순양함 HMS 서섹스가 기함의 역할을 맡았고, HMAS 호크스뷰리가 일본의 항복 당시 오스트레일리아의 기함으로 남아 있었는데, 수송선 MV 던트룬을 호위했다. 호위함은 HMS 아미어, HMS 어태커, HMS 케다이브, HMS 엠퍼러, HMS 엠프리스, HMS 헌터, HMS 스터커로 구성되어 있었다.
싱가포르의 일본군 함대는 일본 구축함 카미카제와 2척의 순양함 묘코, 타카오로 구성되어 있었고, 순양함은 심하게 파손되어 부유 대공포대로 사용되고 있었다. 2대의 독일제 유보트인 U-181과 U-862도 싱가포르에 정박 중이었다. 2척 모두 싱가포르 해군 기지에서 계류 중이었다. 말라야와 싱가포르 전체에서 일본 공군은 170대 이상의 전투기를 보유한 것으로 추정되었다.

## 싱가포르 탈환

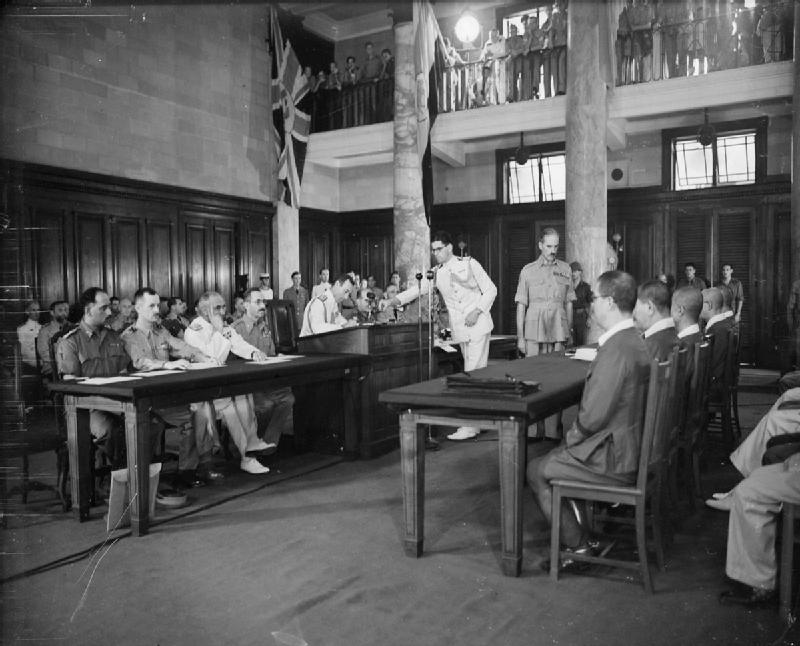
1945년 9월 12일, 루이 마운트배튼 경이 일본의 항복을 받아들이고 있다.

조석 작전은 1945년 8월 31일 마운트배튼이 연합군에게 트링코말리와 양곤을 출발하라고 지시했을 때 실행되었다. 연합군 함대는 공격 무기로 무장하지 않았는데, 이는 마운트배튼이 말라야와 싱가포르에 있는 일본군이 전투 없이 항복할 것이라고 보았기 때문이었다. 8월 20일, 싱가포르 사령관인 이타가키 세이시로는 마운트배튼에게 일왕의 결정에 따라 싱가포르 주둔 일본군의 항복을 준비하겠다고 밝혔다.
제2차 세계 대전에서 일본의 패배는 싱가포르의 일본군 사령부에 충격을 주었다. 대부분의 일본군은 항복을 거부하고 옥쇄할 각오로 싸우기로 결의했다. 이타가키는 항복의 명령을 무시하고 제25군에게 연합군이 도착하면 저항할 것을 명령했다. 싱가포르 내부의 연합군 포로를 모두 사살하자는 비밀 계획이 존재할 정도였다. 그러나 일본의 항복 3일 후, 이타가키는 상관인 데라우치 백작과 회담을 가졌다. 데라우치는 이타가키에게 반대했고, 싱가포르의 신문에 일왕의 항복을 실을 것을 허락했다.
연합군은 8월 28일 말라야에 도착해 소규모의 함대를 피낭으로 보냈다. 피낭은 저항 없이 항복했고, 함대는 9월 2일 싱가포르를 향해 출항해 믈라카 해협의 남쪽 입구인 라플레스 등대를 지나쳤다. 연합군 함대는 1945년 9월 4일 싱가포르에 도착했다. 그러나 이곳에서도 일본군의 저항은 없었다. 그러나 프랑스 전함 리셸리우는 9월 9일 오전 7시 44분 자기지뢰에 걸려 좌초되었고, 9월 11일 정오에 싱가포르로 간신히 들어왔다.
이타가키는 부제독 후쿠도메 시게루와 그의 휘하 장교들을 데리고 HMS 서섹스로 가서 항복을 논의하기로 했다. 소령 필립 크리스티슨과 중령 로버트 맨세르지가 그곳에 있었다. 일본 장교가 "2시간이나 늦었군요."라고 말하자, 영국군 장교가 "여기서 도쿄의 시간을 지킬 필요는 없습니다."라고 대답하면서 긴장이 고조되었다. 오후 6시에 일본군은 싱가포르 내부의 병력에게 항복을 명령했다. 77,000명으로 추정되는 일본군 병사들이 포로로 붙잡혔고, 다른 26,000명이 말라야에서 붙잡혔다.
공식적인 항복은 싱가포르 시청에서 1945년 9월 12일에 이루어졌다. 동남아시아 사령부의 연합군 최고사령관이었던 루이 마운트배튼 경은 싱가포르를 방문해 남방군의 총사령관이었던 데라우치 히사이치를 대신해서 온 이타가키 세이시로로부터 일본군의 공식적인 항복을 받았다. 데라우치 사령관은 오래 전부터 뇌졸중을 앓고 있었다.영국 군사 행정부가 싱가포르에 들어서서 1946년 3월까지 그 지역을 지배했다. 이타가키는 그의 기소로 인해 곧 일본으로 떠났다.

## 같이 보기
- 싱가포르의 역사